# Pișcot

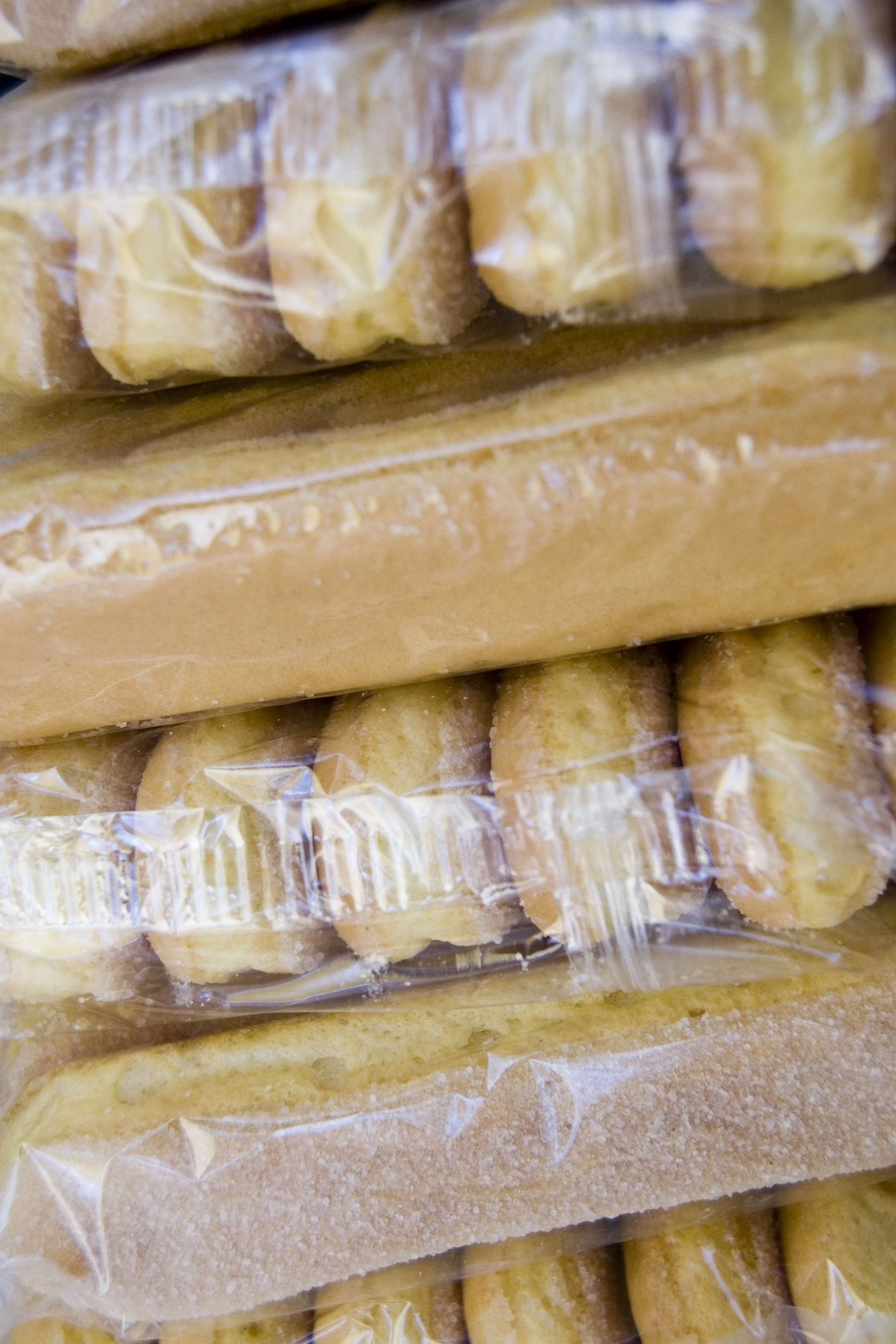
Pachete de pișcoturi de șampanie

Pișcoturile, cunoscute și sub numele de pișcoturi de șampanie sau biscuiți Savoiardi, sunt un produs de patiserie ușor de o consistență spongioasă și casantă. Forma tipică a pișcoturilor este cilindrică și plată, asemănătoare unui deget mare, de aici și denumirea rusească damskiye palchiki sau engleză lady fingers. Pișcoturile constituie ingredientul de bază în numeroase deserturi, precum torturi, șarlote și tiramisu. De obicei, pișcoturile sunt înmuiate în cafea sau lichior, ca în cazul tiramisului.

## Istoric
Biscuiții Savoiardi au originea la sfârșitul secolulului al XIV-lea, la curtea ducelui de Savoia Amadeus VI (1334-1383). Acesta era căsătorit cu Bonne de Bourbon (1341-1402), sora acesteia fiind Jeanne de Bourbon (1338-1378), soția regelui Franței Carol V (1338-1380). Cu ocazia unei vizite a regelui Franței, Bonne de Bourbon dorea să-și impresioneze sora și a cerut șefului bucătar să inventeze un desert nou. Mai târziu, pișcoturile au fost recunoscute ca desert oficial al curții ducatului de Savoia. Erau apreciate în mod special de către tineri și se ofereau vizitatorilor ca un simbol al bucătăriei locale.

## Preparare
Ingredientele principale din pișcoturi sunt albușuri și gălbenușuri de ou, zahăr tos și pudră și făină. În rețeta originală nu este necesară adăugarea de afânători, deoarece pișcoturile își iau consistența pufoasă prin aerul încorporat în albușurile bătute spumă.